# Sum (Mongolei)

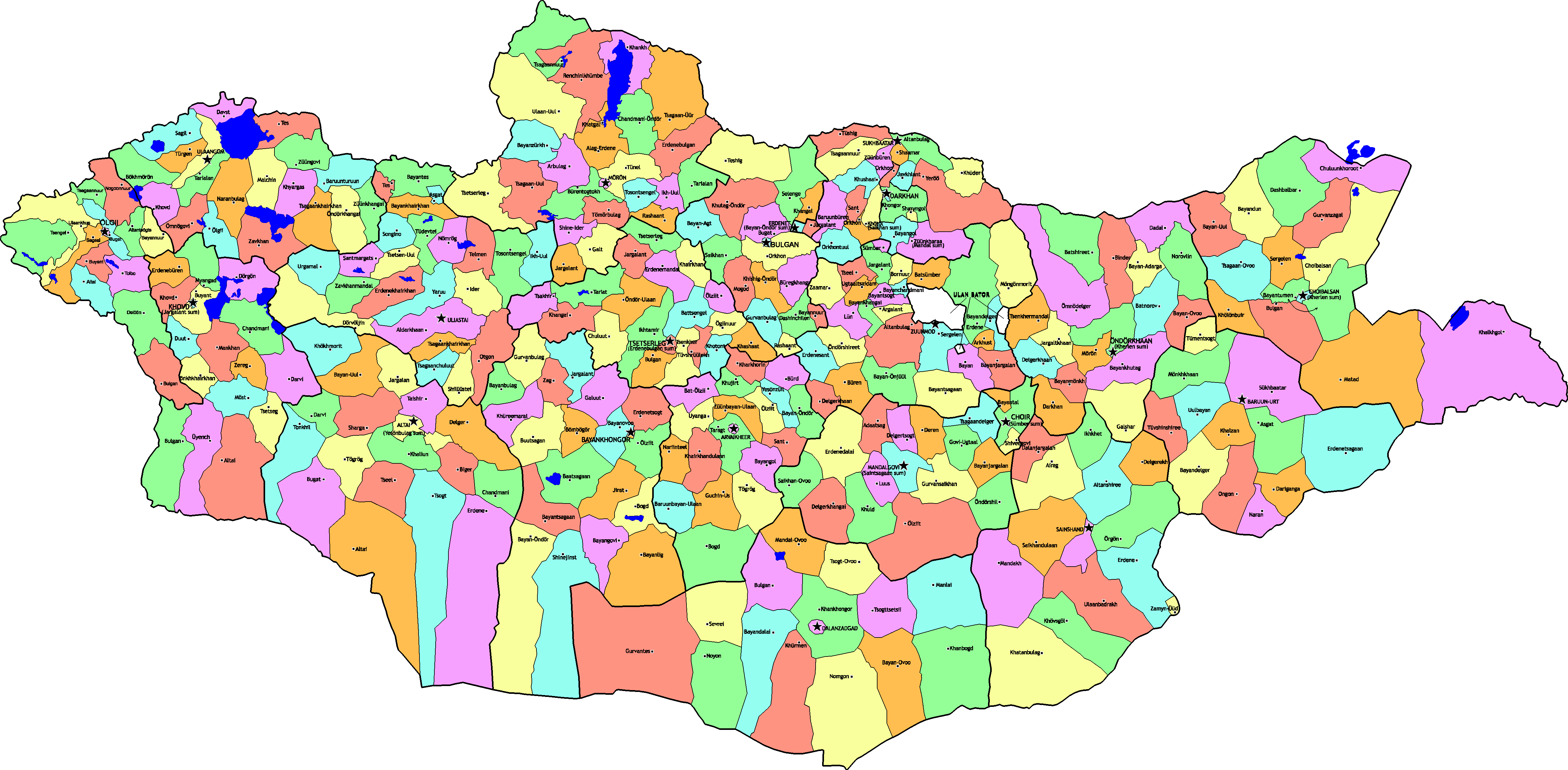
Karte mit den Sum der Mongolei

Ein Sum (mongolisch ᠰᠤᠮᠤ kyrillisch Сум) ist eine Verwaltungseinheit der zweiten Ebene in der Mongolei. Die Aimags der Mongolei sind in 330 Sum aufgeteilt (Stand 2024), wobei das Gebiet der Hauptstadt Ulaanbaatar nicht mitzählt. Dabei variiert die Anzahl stark zwischen zwei Sum im Orchon-Aimag, drei im Gobi-Sümber-Aimag und 24 Sum im Dsawchan-Aimag sowie 27 im Töw-Aimag. Jeder Sum ist in mehrere Bag unterteilt.
Etwa die Hälfte der 330 Sum hat weniger als 2.000 Einwohner. Davon haben etwa 20 Sum jeweils weniger als 1000 Einwohner. Einige Sum sind (ohne unbedingt eine Stadt zu sein) in der Fläche so klein, dass sie sehr dicht beieinander liegen. So gibt es im Umkreis von 50 km um das Aimagverwaltungszentrum Dsuunmod etwa 60 Sum.
Vierzig Sum-Namen existieren mehrfach (Stand 2024).
| Anzahl | sechsmal                                 | fünfmal | viermal         | dreimal                      | zweimal                          |
| Name   | Dschargalant (Жаргалант) Bulgan (Булган) | /       | Ölsiit (Өлзийт) | Altai (Алтай) Orchon (Орхон) | Ich-Uul (Их-Уул) Sümber (Сүмбэр) |

## Geschichte
Mit der territorialen Neugliederung der Volksrepublik im Jahr 1931 erfolgte nach mehreren Reorganisationen der territorialen Einheiten die endgültige Abschaffung der aus chinesischer Herrschaftszeit stammenden Banner. Die Sum als ursprünglich militärisch gedachte Untereinheit (bis 1929: 150 Männer = 1 Sum) traten nun in die zweite nur wirtschaftlich-zivile Verwaltungsebene an die Stelle der Banner. Es gab sie zahlreicher bei kleinerer Fläche, wodurch landesweit völlig neue Verwaltungsgrenzen entstanden. In den folgenden Jahrzehnten kam es immer wieder zu Zusammenlegungen von Sum, Abspaltungen, Ausgliederung oder Hinzufügen einer Stadt und so auch zu mehrfachen Veränderungen in absoluten Zahlen, zuletzt 2012.
| Jahr   | 1925 | 1930 | 1961 | 1997 | 2000 | 2008 | seit 2012 (Stand 2024) |
| Anzahl | 616  | 515  | 357  | 333  | 331  | 329  | 330                    |

Mehrmals gab es in den letzten Jahren Bestrebungen, dass die Anzahl von Aimags und deutlich vor allem der Sum verkleinert wird. In den jeweiligen Regierungen und Parlamenten fanden sich dafür jedoch keine Mehrheiten. Innerhalb einiger Parteien gibt es Arbeitsgruppen, die solch eine territorial-administrative Reform voranbringen sollen. Nach der Parlamentswahl 2024 haben Parlament und Regierung gemeinsam Forschungsaufträge zu Umsetzungsmöglichkeiten vergeben. Zunächst wird der Zusammenschluss von 100 sehr kleinen und nah an Aimagzentren liegenden Sum mit geringer Bevölkerungszahl untersucht. Begonnen hat die Projektplanung zur Fusion der Stadt Dsuunmod bzw. des Töw-Aimag mit der Hauptstadt. Demnach sollen die Sum Bajantsogt (Баянцогт) und Lün (Лүн) im Westen, Erdene (Эрдэнэ) im Osten und Bajantschandmanj (Баянчандмань) im Norden zu abgelegenen Düürgüüd (Stadtteilen) von Ulaanbaatar ausgebaut werden.